# 梅耶達峰
84°36′S 164°41′E / 84.600°S 164.683°E
梅耶達峰（Mayeda Peak），是南極洲的山峰，位於沙克爾頓海岸，處於馬歇爾山以北8公里，海拔高度2,890米，屬於馬歇爾山脈的一部分，現時由南極條約體系管理。